# Gussola
Gussola é uma comuna italiana da região da Lombardia, província de Cremona, com cerca de 2.799 habitantes. Estende-se por uma área de 25 km², tendo uma densidade populacional de 112 hab/km². Faz fronteira com Colorno (PR), Martignana di Po, San Giovanni in Croce, Scandolara Ravara, Sissa (PR), Solarolo Rainerio, Torricella del Pizzo.
Gussola é conhecida por suas muitas fabricas, uma delas é a empresa Anghinetti.http://www.anghinetti.it/

## Demografia
| Variação demográfica do município entre 1861 e 2011                               |
|                                                                                   |
| Fonte: Istituto Nazionale di Statistica (ISTAT) - Elaboração gráfica da Wikipedia |